# 연습곡 Op. 25, 12번 (쇼팽)

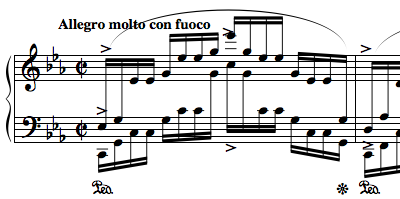
쇼팽 연습곡 Op. 25의 12번의 첫 마디

쇼팽의 연습곡 Op. 25, 12번(Étude Op. 25, No. 12)은 프레데리크 쇼팽이 작곡한 연습곡 중 가장 마지막 곡이며 다단조의 조성을 띠고 있다. 쇼팽은 이 곡을 마리 다구 백작 부인에게 헌정하였다. 첫 출판은 1837년에 이루어졌으며 첫 프랑스 판은 4분의 4박자로 나타나있으나 최근의 출간되는 판은 대부분 원고와 독일판에 따라 2분의 2박자로 표기되어 있다. 12번은 오른손과 왼손 모두 아르페지오의 연습에 기초를 하며 코다를 제외한 전곡은 16분음표의 아르페지오로 이루어져 있다. 자연히 넘나드는 음역은 매우 넓은 편이며 마지막의 절정에서는 5옥타브를 넘나들며 다장조로 마무리가 된다. 때때로 이 연습곡은 "대양"(Ocean)으로 불리기도 한다.